# Vilanova d'Escornalbou
Vilanova d'Escornalbou és un municipi i localitat de la comarca catalana del Baix Camp.

## Nuclis de població
Vilanova d'Escornalbou està formada per dos nuclis o entitats de població.
Llista de població per entitats:
| Entitat de població    | Habitants (2023) |
| Vilanova d'Escornalbou | 557              |
| l'Arbocet              | 37               |
| Font: Idescat          |                  |

## Geografia
- Llista de topònims de Vilanova d'Escornalbou (Orografia: muntanyes, serres, collades, indrets…; hidrografia: rius, fonts...; edificis: cases, masies, esglésies, etc.).

El terme municipal està situat a la zona occidental del Baix Camp, al peu de la Serra de l'Argentera, i s'estén entre els 110 i els 550 metres d'altitud, sent l'Arbocet el punt més baix i el peu de la muntanya d'Escornalbou el punt més alt. El seu terme el volten els termes de Colldejou a l'oest, Pratdip al sud-oest, que només el toca en un punt, Mont-roig al sud, Montbrió a l'est, Riudecanyes al nord-est i l'Argentera al nord-oest, tots ells del Baix Camp.
Està travessat per la capçalera del barranc de Rifà (a l'oest), que en part serveix de límit amb Colldejou i per la riera de Vilanova i de l'Olivera (a l'est), que s'ajunten fora del terme municipal.
El 1846 es van agregar a Vilanova els llocs de l'Arbocet i Mas de Munter.

## Història
A la partida dita del Vilar, en un turó damunt del poble, se suposa que hi havia l'antiga població, que en eixamplar-se i canviar de lloc, va prendre el nom de Vilanova. En aquest turó s'han trobat restes d'antigues construccions. Eduard Toda suposava origen romà al Vilar. El poble de Vilanova es va formar a redós del monestir d'Escornalbou, i des de la seva fundació va formar part de la baronia d'Escornalbou. En l'inici de la conquesta franca formava part del valiat de Siurana, i després va ser inclosa en el terme donat a Joan de Sant Boi, primer prior d'Escornalbou, pel rei Alfons I el 1170. Morera creu que el lloc va ser fundat pels canonges d'Escornalbou com a lloc de residència de les famílies que treballaven al monestir. Va participar en les activitats de la Comuna del Camp des de 1339. Des del segle xii està documentat que conreaven avellaners, i al XVI collien blat, ordi i civada i hi havia vinya i olivers. Aquest mateix segle hi constaven activitats menestrals, mestres d'obra, espardenyers, ferrers, teixidors de lli i paraires. Al segle xvii Vilanova tenia una muralla amb tres portals.
La vila va ser saquejada durant la Guerra dels Segadors, conflicte que va afectar la seva economia, la qual no es va recuperar fins al començament del segle xviii. El 1652 es va declarar una epidèmia de pesta, i per combatre-la els jurats van utilitzar un edifici com a hospital i van contractar els serveis d'un cirurgià de Reus. Les seves collites també es van veure delmades en 1687 degut a una plaga de llagostes. Una nova plaga, la de la fil·loxera, va provocar en el segle xix un descens de la població. Pel juliol de 1794 van sortir del poble els primers membres del sometent per a participar en la Guerra Gran. El 1822 diversos veïns del poble es revoltaren contra l'autoritat liberal, però quan es va acostar la milícia van fugir. Durant la primera carlinada es van refer els portals i la muralla i el campanar de l'església es va transformar, convertint l'últim pis en un terrat per hostatjar-hi la tropa. El 1849, Baldrich, Escoda i Baliarda, que es van aixecar a la Guerra dels Matiners, van ser batuts prop de Vilanova d'Escornalbou. L'1 d'octubre de 1868 es va crear una junta revolucionària local i es van cremar a la plaça tres retrats de la reina Isabel II. En esclatar la darrera carlinada el 1873 es va formar un cos de voluntaris liberals que van obtenir armes del govern, en van fer noves fortificacions i es van confiscar l'abadia i el campanar.

## Cultura
L'església parroquial està dedicada a Joan Baptista i va ser construïda a finals del segle xvi o a començament del XVII. Té escàs interès arquitectònic. No queden rastres de les antigues fortificacions que rodejaven la ciutat a l'edat mitjana, tot i que el nucli antic del poble segueix conservant la seva estructura medieval i s'hi poden trobar algunes cases amb dovelles. A la façana de l'església i al campanar es poden veure algunes obres de fortificació fetes durant les guerres carlines. Destaca Cal Peirí, del segle xvii, que té adossada una torre quadrada de defensa. La seva porta és adovellada i s'hi pot observar l'escut familiar. Als afores del poble es troba el Mas de la Palomera, que també pertanyia a la família Peirí. És un edifici del segle xviii construït amb pedra picada, i presidit per l'escut d'armes de la família. El poble celebra la seva festa major el dia 28 d'agost, coincidint amb la festivitat de Sant Agustí, qui, segons narra la tradició, va lliurar el poble de la plaga de llagostes que el va assolar al segle xvii. La festa major d'hivern se celebra el dia 20 de gener, amb motiu de la festivitat de Sant Sebastià màrtir.

## Economia
La base econòmica actual del municipi és l'agricultura. Els principals conreus són les oliveres, els ametllers i els avellaners. També hi ha granges avícoles i algunes dedicades a la cria de porcs.
Tot i que al terme municipal hi ha mines de coure, plata i plom, cap d'elles està en explotació.

## Demografia
| 1497 f | 1515 f | 1553 f | 1717 | 1787 | 1857 | 1877 | 1887 | 1900 | 1910 |
| ------ | ------ | ------ | ---- | ---- | ---- | ---- | ---- | ---- | ---- |
| 36     | 40     | 49     | 293  | 617  | 651  | 688  | 783  | 774  | 645  |

| 1920 | 1930 | 1940 | 1950 | 1960 | 1970 | 1981 | 1990 | 1992 | 1994 |
| ---- | ---- | ---- | ---- | ---- | ---- | ---- | ---- | ---- | ---- |
| 696  | 626  | 577  | 545  | 472  | 509  | 442  | 445  | 443  | 443  |

| 1996 | 1998 | 2000 | 2002 | 2004 | 2006 | 2008 | 2010 | 2012 | 2014 |
| ---- | ---- | ---- | ---- | ---- | ---- | ---- | ---- | ---- | ---- |
| 462  | 463  | 449  | 413  | 469  | 466  | 531  | 573  | 570  | 540  |

| 2016 | 2018 | 2020 | 2022 | 2024 | 2026 | 2028 | 2030 | 2032 | 2034 |
| ---- | ---- | ---- | ---- | ---- | ---- | ---- | ---- | ---- | ---- |
| 542  | 549  | 565  | 594  | 610  | -    | -    | -    | -    | -    |

## Administració
| Període      | Nom de l'alcalde/-essa | Partit polític | Data de possessió |
| ------------ | ---------------------- | -------------- | ----------------- |
| 1979 - 1983  |                        |                | 19/04/1979        |
| 1983 - 1987  | Francesc Dalmau Nolla  |                | 28/05/1983        |
| 1987 - 1991  | Francesc Dalmau Nolla  |                | 30/06/1987        |
| 1991 - 1995  | Francesc Dalmau Nolla  | CiU            | 15/06/1991        |
| 1995 - 1999  | Francesc Dalmau Nolla  | CiU            | 17/06/1995        |
| 1999 - 2003  | Francesc Dalmau Nolla  | CiU            | 03/07/1999        |
| 2003 - 2007  | Francesc Dalmau Nolla  | CiU            | 14/06/2003        |
| 2007 - 2011  | Sergi Ciurana Nicolau  | PSC            | 16/06/2007        |
| 2011 - 2015  | Sergi Ciurana Nicolau  | PSC            | 11/06/2011        |
| 2015 - 2019  | Sergi Ciurana Nicolau  | IVE-AM         | 13/06/2015        |
| 2019 - 2023  | n/d                    | n/d            | 15/06/2019        |
| Des del 2023 | n/d                    | n/d            | 17/06/2023        |